# NGC 1659
NGC 1659 (ook: NGC 1677) is een spiraalvormig sterrenstelsel in het sterrenbeeld Eridanus. Het hemelobject werd op 28 november 1786 ontdekt door de Duits-Britse astronoom William Herschel.

## Synoniemen
- PGC 15977
- MCG -1-13-6
- IRAS 04440-0452